# Poikilacanthus glandulosus
Poikilacanthus glandulosus är en akantusväxtart som först beskrevs av Christian Gottfried Daniel Nees von Esenbeck, och fick sitt nu gällande namn av L. Ariza Espinar. Poikilacanthus glandulosus ingår i släktet Poikilacanthus och familjen akantusväxter. Inga underarter finns listade i Catalogue of Life.